# Манесский кодекс
Манесский кодекс (лат. Codex Manesse, известен на русском как Манесский песенник, Манесская рукопись) — средневековая иллюминированная рукопись, представляющая собой сборник светской поэзии (главным образом миннезингеров) на средневерхненемецком языке. Хранится в библиотеке Гейдельбергского университета, отсюда его альтернативное название — Большой гейдельбергский песенник (нем. Große Heidelberger Liederhandschrift).

## Описание

### Содержание
Кодекс был создан около 1300 года в Цюрихе, возможно, благодаря коллекционерам из знатного рода Манессе, давшим рукописи её название. Является представительным собранием лирической поэзии на средневерхненемецком языке. Вместе с тем кодекс не даёт полного представления о синтетическом искусстве миннезингеров, поскольку музыкальное воплощение их стихов в нём никак не зафиксировано.
Основная часть кодекса, охватывающая творчество 110 авторов, составлена в начале XIV в., позднее, в середине века в него были внесены ещё 30 авторов. 138 миниатюр, изображающих средневековых поэтов при дворе, признаны шедеврами верхнерейнского готического иллюминирования.

Согласно комментариям специалистов, манускрипт представляет собой 
наиболее красиво иллюминированный немецкоязычный манускрипт за века
На страницах кодекса изображено большое количество дворянской знати в полном боевом облачении, в геральдических цветах и при девизах (несмотря на то, что их лица, как правило, скрыты), принимающих участие в битвах. Много изображений берут свои истоки в значении имён поэтов (так, например, Дитмар фон Айст показан верхом на муле, так как одно из значений его имени может быть интерпретировано таковым образом) или проистекает из содержания стихов поэтов (Вальтер фон дер Фогельвейде изображен в задумчивой позе, которая подходит к его собственному описанию себя в одном из его известнейших поэтических песенных произведений). По причине того, что манускрипт был закончен спустя практически сто лет после смерти некоторых из перечисленных поэтов, ни физическое сходство, ни геральдическое описание не может быть признано достоверным. Кроме того, реальные исторические персонажи в кодексе фигурируют наряду с вымышленными (как легендарный Клингзор Венгерский), со «своими» стихами и изображениями.

#### Миннезингеры в Манесском кодексе
| - Рудольф фон Фенис - Гейнрих фон Фельдеке - Готфрид фон Нейфен - Кюренберг - Дитмар фон Айст - Генрих фон Морунген - Рейнмар фон Хагенау - Фридрих фон Хаузен - Фридрих фон Лейнинген - Пфеффель | - Вальтер фон дер Фогельвейде - Вольфрам фон Эшенбах - Гартман фон Ауэ - Нейдхарт фон Ройенталь - Йоханнес Хадлауб - Фрауэнлоб - Ульрих фон Лихтенштейн - Вальтер фон Клинген - Готфрид Страсбургский - Шенке фон Лимпург |

#### Правители в Манесском кодексе
- Генрих VI, император Священной Римской империи
- Конрадин
- Венцель II Богемский
- Генрих IV Пробус

### Исполнение манускрипта

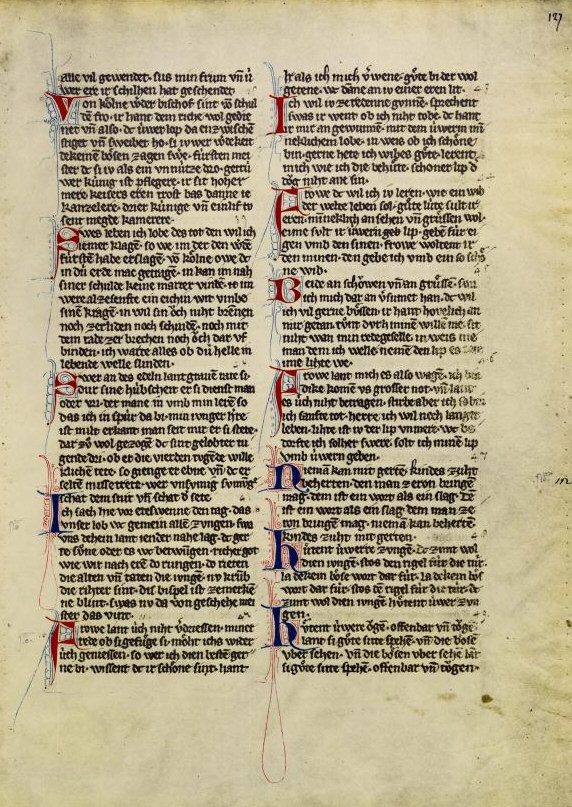
Страница Манесского кодекса со стихами Вальтера фон дер Фогельвейде

Рукопись (426 пергаменных листов размером 35,5×25 см) выполнена в готическом шрифтовом стиле текстуры, что означает, что текст покрывает страницу равномерно; характерной особенностью данного стиля является специфическая «вытянутость» букв. Знаки препинания практически отсутствуют, заглавное начертание букв используется в начале каждого абзаца. Рукопись охватывает творчество средневековых лириков во всём его многообразии видов и форм (песни, лэ и др.), начиная с первых образцов мирской песенной культуры (Кюренберг, 1150—1160 гг.) до появления рукописных текстов (Хадлауб, ок. 1300 года). Поэтические тексты не нотированы. В Манесском кодексе собраны стихи 140 средневековых поэтов (6000 строф), снабженные их портретами размером в целый лист, часто с гербами и украшенным шлемом. Расположение авторов в кодексе ориентируется на их сословное положение.
Манесский кодекс — незаконченный поэтический сборник, не все материалы в нём упорядочены, осталось несколько пропущенных пустых страниц.

### Факсимильная копия
- Heidemarie Anderlik (Hrsg.): Codex Manesse — die große Heidelberger Liederhandschrift, Heidelberg, Universitätsbibliothek (Cod. Pal. germ. 848). (Virtuelle Bibliothek). Heidelberg, Universitätsbibliothek, 2006.

### Исследования
- Vollständige Textausgabe: Die Große Heidelberger Liederhandschrift (Codex Manesse). In getreuem Textabdruck herausgegeben von Friedrich Pfaff. Titelausgabe der zweiten, verbesserten und ergänzten Auflage bearbeitet von Hellmut Salowsky. Universitätsverlag C. Winter, Heidelberg 1995, ISBN 3-8253-0369-1
- Ricardo da Costa e Alyne dos Santos Gonçalves. «Codex Manesse: quatro iluminuras do Grande Livro de Canções manuscritas de Heidelberg (século XIII) — análise iconográfica. Primeira parte (Codex Manesse: four illuminations by The Great Book of Heidelberg [XIII century] — iconographic analysis. First part)». In: LEÃO, Ângela, e BITTENCOURT, Vanda O. (orgs.). Anais do IV Encontro Internacional de Estudos Medievais — IV EIEM. Belo Horizonte: PUC Minas, 2003, p. 266—277. ().
- Ricardo da Costa. «Codex Manesse: três iluminuras do Grande Livro de Canções manuscritas de Heidelberg — (século XIII) — análise iconográfica. Segunda parte (Codex Manesse: three illuminations by The Great Book of Heidelberg [XIII century] — iconographic analysis. Second part)». In: Brathair 2 (2), 2002: p. 09-16 (ISSN 1519-9053) ()
- Ricardo da Costa. «Codex Manesse: três iluminuras do Grande Livro de Canções manuscritas de Heidelberg (século XIII) — análise iconográfica. Terceira parte (Codex Manesse: three illuminations by The Great Book of Heidelberg [XIII century] — iconographic analysis. Third part)». In: Brathair 3 (1), 2003, p. 31-36 (ISSN 1519-9053) ()
- Friedrich Heinrich von der Hagen (Hrsg.): Minnesinger. Deutsche Liederdichter des zwölften, dreizehnten und vierzehnten Jahrhunderts. Theil 1. Manessische Sammlung aus der Pariser Urschrift. Barth, Leipzig 1838 (Digitalisat)
- Gisela Kornrumpf: Die Heidelberger Liederhandschrift C. in: K. Ruh (Hrsg.): Die deutsche Literatur des Mittelalters. Verfasserlexikon. 2. Aufl., Bd. 3 (1981), Sp. 584—597
- Elmar Mittler u. a. (Hrsg.): Codex Manesse. Katalog zur Ausstellung 1988 in der Universitätsbibliothek Heidelberg. Edition Braus, Heidelberg 1988, ISBN 3-925835-20-2
- Ingo F. Walther: Codex Manesse. Die Miniaturen der Großen Heidelberger Liederhandschrift. Insel, Frankfurt am Main 1988, ISBN 3-458-14385-8
- Max Schiendorfer: Ein regionalpolitisches Zeugnis bei Johannes Hadlaub (SMS 2). In: Zeitschrift für deutsche Philologie 112 (1993), S. 37-65 (zum «Manessekreis»)
- Der Codex Manesse und die Entdeckung der Liebe, hrsg. hrsg. von Maria Effinger, Carla Meyer und Christian Schneider unter Mitarbeit von Andrea Briechle, Margit Krenn und Karin Zimmermann, Heidelberg: Universitätsverlag Winter, 2010 (Schriften der Universitätsbibliothek Heidelberg, Band 11), ISBN 978-3-8253-5826-6